# Ciuprene, Vidin
Ciuprene (în bulgară Чупрене) este un sat în comuna Ciuprene, regiunea Vidin,  Bulgaria. Este centrul administrativ al municipalității Chuprene aflându-se în partea de sud a Regiunii Vidin. Satul este situat la 20 de kilometri de Belogradchik, la 70 de kilometri de Vidin și la 13-15 kilometri de la granița bulgaro-sârbă.

## Municipalitate
Municipalitatea Chuprene include și următoarele 9 locuri:
| - Bostanite - Chuprene - Dolni Lom - Gorni Lom - Protopopintsi - Replyana - Sredogriv - Targovishte - Varbovo |

## Demografie
Componența etnică a satului Ciuprene
     Romi (15,53%)
     Bulgari (76,78%)
     Nicio identificare (7,67%)
     Altele (0%)
La recensământul din 2011, populația satului Ciuprene era de 547 locuitori. Din punct de vedere etnic, majoritatea locuitorilor (76,78%) erau bulgari, cu o minoritate de romi (15,53%). Pentru 7,67% din locuitori nu este cunoscută apartenența etnică.

## Onoruri
Ghețarul Chuprene de pe Insula Smith, Insulele Shetland de Sud este denumit după Chuprene.

## Galerie

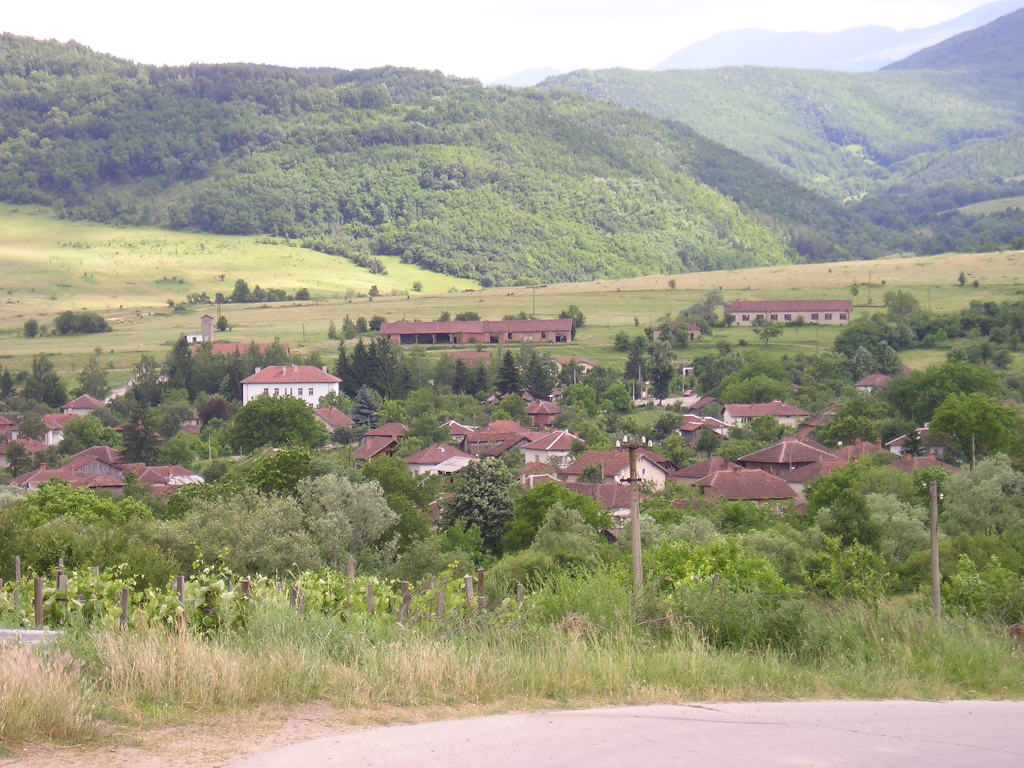
Panorama Chuprene
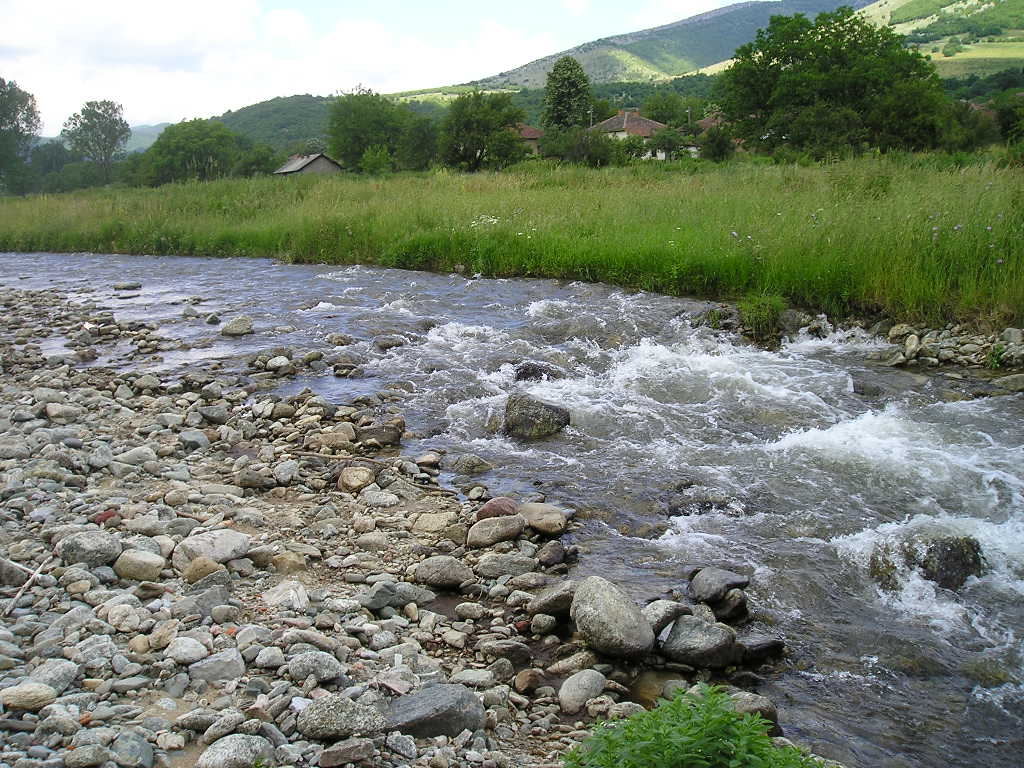
Râul Chuprene
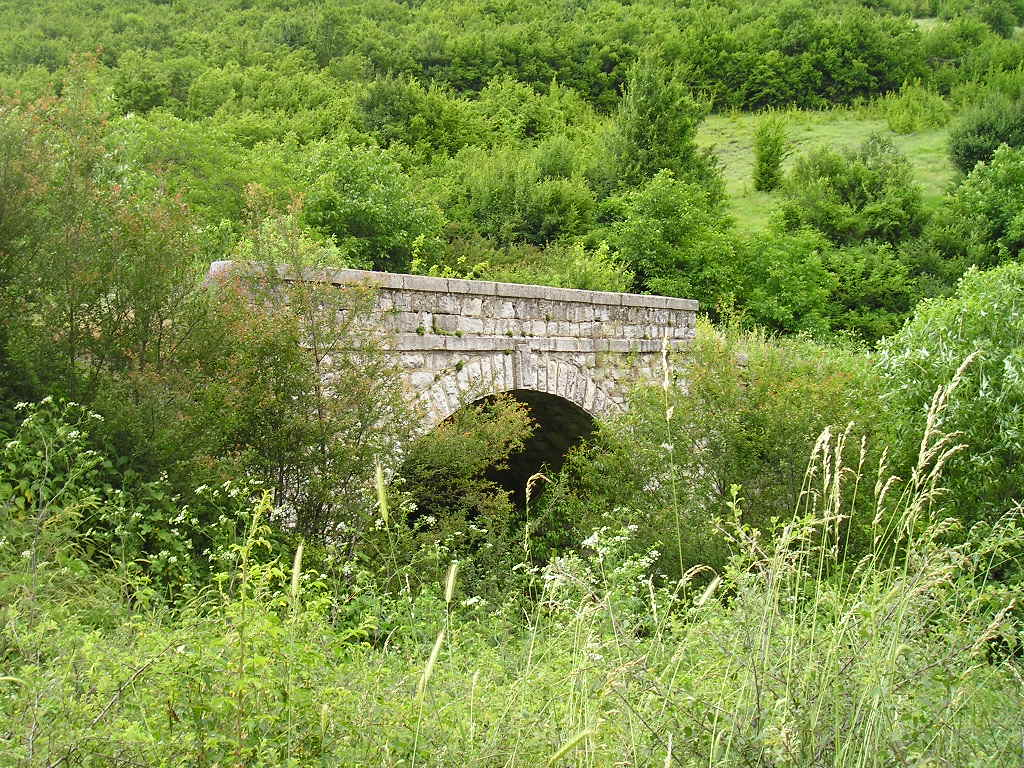
Pod de piatră în apropierea Varbovo
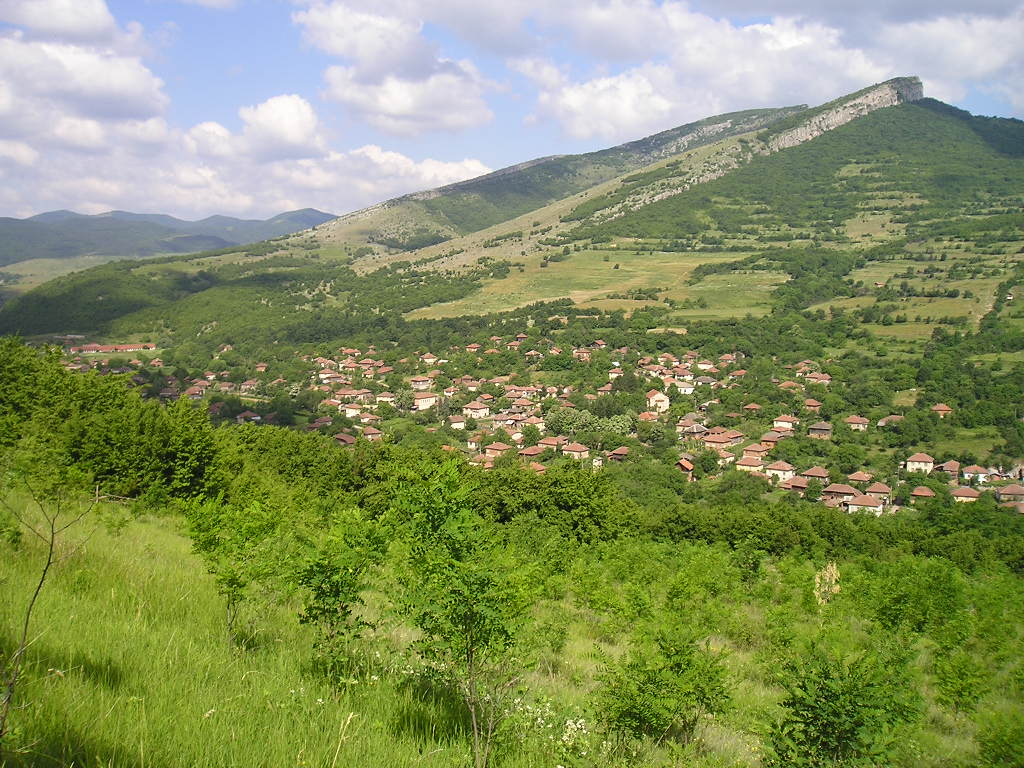
Panoramă Targovishte